# Tuzla Saltminers 2020
Questa voce raccoglie le informazioni riguardanti i Tuzla Saltminers nelle competizioni ufficiali della stagione 2020.

## Bosnian-Herzegovinian Football League 2020

### Stagione regolare
| 11 ottobre 2020 | Banja Luka Rebels | 42 – 0 (8-0 6-0 14-0 14-0) | Tuzla Saltminers |  |

| 2020 | Tuzla Saltminers | - – - (annullata) | Sarajevo Spartans |  |

| 2020 | Tuzla Saltminers | - – - (annullata) | Banja Luka Rebels |  |

| 2020 | Sarajevo Spartans | - – - (annullata) | Tuzla Saltminers |  |

## Statistiche di squadra
| Competizione | %Vittorie | In casa | In casa | In casa | In casa | In casa | In casa | In trasferta | In trasferta | In trasferta | In trasferta | In trasferta | In trasferta | Totale | Totale | Totale | Totale | Totale | Totale |
| Competizione | %Vittorie | G       | V       | N       | P       | Pf      | Ps      | G            | V            | N            | P            | Pf           | Ps           | G      | V      | N      | P      | Pf     | Ps     |
| ------------ | --------- | ------- | ------- | ------- | ------- | ------- | ------- | ------------ | ------------ | ------------ | ------------ | ------------ | ------------ | ------ | ------ | ------ | ------ | ------ | ------ |
| Campionato   | .000      | 0       | 0       | 0       | 0       | 0       | 0       | 1            | 0            | 0            | 1            | 0            | 42           | 1      | 0      | 0      | 1      | 0      | 42     |
| Totale       | .000      | 0       | 0       | 0       | 0       | 0       | 0       | 1            | 0            | 0            | 1            | 0            | 42           | 1      | 0      | 0      | 1      | 0      | 42     |